# Андрес Баланта
Андрес Баланта е бивш колумбийски футболист, полузащитник.

## Кариера
На 21 юни 2022 г. той е потвърден като ново подсилване на Атлетико Тукуман под наем до юни 2023 г. с опция за закупуване по изрично искане на техническия директор Лукас Пузинери, като това е първият му международен опит.
На 29 ноември 2022 г., по време на пълна тренировка, Баланта се строполи на земята поради кардиореспираторен арест. Въпреки линейките, които пристигнаха, за да се опитат да го съживят, след 40 минути не можаха да го постигнат и той щеше да умре на 22-годишна възраст в Тукуман, Аржентина.